# 东京创元社
东京创元社（英語：Tokyo Sogensha Co., Ltd.）是一家日本出版社。

## 历史
1925年公司前身创元社成立于大阪并在东京都设立分部，1948年东京分部从集团中剥离出来，1954年正式成为独立公司。1961年公司倒闭，1962年破产重组改名为东京创元新社，1970年还完所有贷款后改回原来名字。1990年推出鮎川哲也獎。

## 历任社长
- 第一任：小林茂    （1954年-1961年）
- 第二任：浅野刚    （1962年-1963年）
- 第三任：里吉力雄  （1964年-1965年）
- 第四任：秋山孝雄  （1966年-1996年）
- 第五任：桥本治夫  （1997年-1998年）
- 第六任：户川安宣  （1999年-2000年）
- 第七任：长谷川晋一（2001年-2018年）
- 第八任：涩谷健太郎（2019年-现在）